# Diospyros moonii
Diospyros moonii är en tvåhjärtbladig växtart som beskrevs av George Henry Kendrick Thwaites. Diospyros moonii ingår i släktet Diospyros och familjen Ebenaceae. Inga underarter finns listade i Catalogue of Life.